# Intento de golpe de Estado en Burundi de 1993
El Intento de Golpe de Estado en Burundi de 1993 ocurrió el 21 de octubre de ese año, cuando una facción del ejército dominada por los tutsis asesinó al presidente hutu Melchior Ndadaye e instaló a François Ngeze como presidente. Sin embargo, la condena generalizada al golpe llevó a su fracaso, por lo que los golpistas devolvieron el poder al gobierno civil de la primera ministra Sylvie Kinigi el 27 de octubre.

## Desarrollo
A principios de junio de 1993, Melchior Ndadaye había sido elegido en las elecciones presidenciales contra Pierre Buyoya del 1 de junio y prestó juramento el 10 de julio. Las reformas lideradas por el gobierno de Ndadaye alarmaron al ejército y motivaron el golpe de Estado.
El 21 de octubre, una facción del ejército dominada por los tutsis, encabezada por el jefe de Estado Mayor, el teniente coronel Jean Bikomagu, el expresidente Jean-Baptiste Bagaza y el exministro del Interior François Ngeze,asesinó al presidente Ndadaye, además de múltiples otras víctimas. Ante el anuncio de la muerte de Ndadaye, estalló una ola de violencia étnica cuando los campesinos hutus, enardecidos, asesinaron a miles de tutsis en represalia.
Tras el golpe, se creó el Comité de Salvación Pública (CSP) como junta gobernante y Ngeze (un destacado miembro hutu de la UPRONA) fue nombrado como nuevo presidente. El propio presidente Ngeze (forzado a involucrarse en dicho golpe) condenó el asesinato de Ndadaye pidiendo respeto a la legalidad.
Ante la condena generalizada, los líderes del Ejército instaron a los políticos civiles a retomar el control. En consecuencia, la primera ministra Sylvie Kinigi (que se refugió en la embajada francesa con otras figuras gubernamentales de alto nivel) fue instalada como presidenta interina el 27 de octubre. Los Acuerdos de Arusha fueron encabezados por el expresidente Julius Nyerere, a la muerte de Nyerere el 7 de octubre de 1999, Nelson Mandela lo reemplazó como mediador.
En 2001, el presidente Nelson Mandela se reunió con el presidente Pierre Buyoya, el expresidente Jean-Baptiste Bagaza para ayudarlos a acabar con la guerra civil definitivamente.